# Agelenopsis potteri
Agelenopsis potteri là một loài nhện trong họ Agelenidae.
Loài này thuộc chi Agelenopsis. Agelenopsis potteri được John Blackwall miêu tả năm 1846.